# Фьяве
Фьяве (итал. Fiavé) — коммуна в Италии, расположена в провинции Тренто, в области Трентино-Альто-Адидже.
Население составляет 1098 человек (2011 г.), плотность населения составляет 45 чел./км². Занимает площадь 24 км². Почтовый индекс — 38075. Телефонный код — 0465.
Покровителями коммуны почитаются священномученик Фабиан (папа римский) и святой Себастьян, празднование 20 января.

## Демография
Динамика населения:

## Администрация коммуны
- Официальный сайт: